# Venturiella
Venturiella là một chi rêu trong họ Erpodiaceae.